# يوتارو أودا
يوتارو أودا (باليابانية: 小田 裕太郎) (مواليد 12 أغسطس 2001) هو لاعب كرة قدم ياباني.

## وصلات خارجية
- يوتارو أودا على موقع الاتحاد الأوربي (الإنجليزية)
- يوتارو أودا على موقع رابطة كرة القدم اليابانية للمحترفين (اليابانية)
- يوتارو أودا على موقع قاعدة بيانات كرة القدم.إي يو (الإنجليزية)
- يوتارو أودا على موقع Soccerway.com (الإنجليزية)
- يوتارو أودا على موقع عالم كرة القدم.نت (الإنجليزية)